# Ólafshaus
Ólafshaus är en bergstopp i republiken Island. Den ligger i regionen Suðurland, 160 km öster om huvudstaden Reykjavík. Toppen på Ólafshaus är 673 meter över havet, eller 96 meter över den omgivande terrängen. Bredden vid basen är 0,49 km.
Trakten runt Ólafshaus är nära nog obefolkad, med mindre än två invånare per kvadratkilometer. Det finns inga samhällen i närheten. Trakten runt Ólafshaus består i huvudsak av gräsmarker.